# Игра с огнём (фильм, 2006)
«Игра с огнём» (англ. Catch a Fire) — драматический фильм Филлипа Нойса. Главные роли сыграли Тим Роббинс и Дерек Люк. Премьера в США состоялась 27 октября 2006 года.

## Сюжет
Патрика Чамуссо ложно обвиняют в террористической атаке, совершённой в Южной Африке. В ответ на это он вступает в Умконто ве сизве и борется против апартеида.

## В ролях
| Актёр       | Роль              |
| ----------- | ----------------- |
| Дерек Люк   | Патрик Чамуссо    |
| Тим Роббинс | полковник Ник Вос |
| Бонни Хенна | Прешес Чамуссо    |

## Критика
Фильм получил преимущественно положительные отзывы кинокритиков. На Rotten Tomatoes у него 75 % «свежести» на основе 146 рецензий. На Metacritic 62 балла из 100 на основе 32 рецензий.

## Награды и номинации
| Год  | Награда                             | Категория                | Работа    | Результат |
| ---- | ----------------------------------- | ------------------------ | --------- | --------- |
| 2006 | Национальный совет кинокритиков США | Лучший независимый фильм |           | Победа    |
| 2006 | Спутник                             | Лучший актёр — Кинофильм | Дерек Люк | Номинация |
| 2007 | Black Reel Awards                   | Лучший актёр             | Дерек Люк | Номинация |
| 2007 | NAACP Image Award                   | Лучший фильм             |           | Номинация |